# 切斯提奥桥
切斯提奥桥 (義大利語：Ponte Cestio）是意大利罗马的一座石拱桥，在台伯岛以西跨越台伯河。这座桥的原始版本建于公元前1世纪（公元前62年到27年之间），晚于台伯岛另一侧的法布里奇奥桥。两座桥都非常长寿，但是切斯提奥桥在19世纪被部分拆除，只有一部分古代建筑保存下来。
切斯提奥桥是第一座连接外台伯河区域和小台伯岛的桥梁。

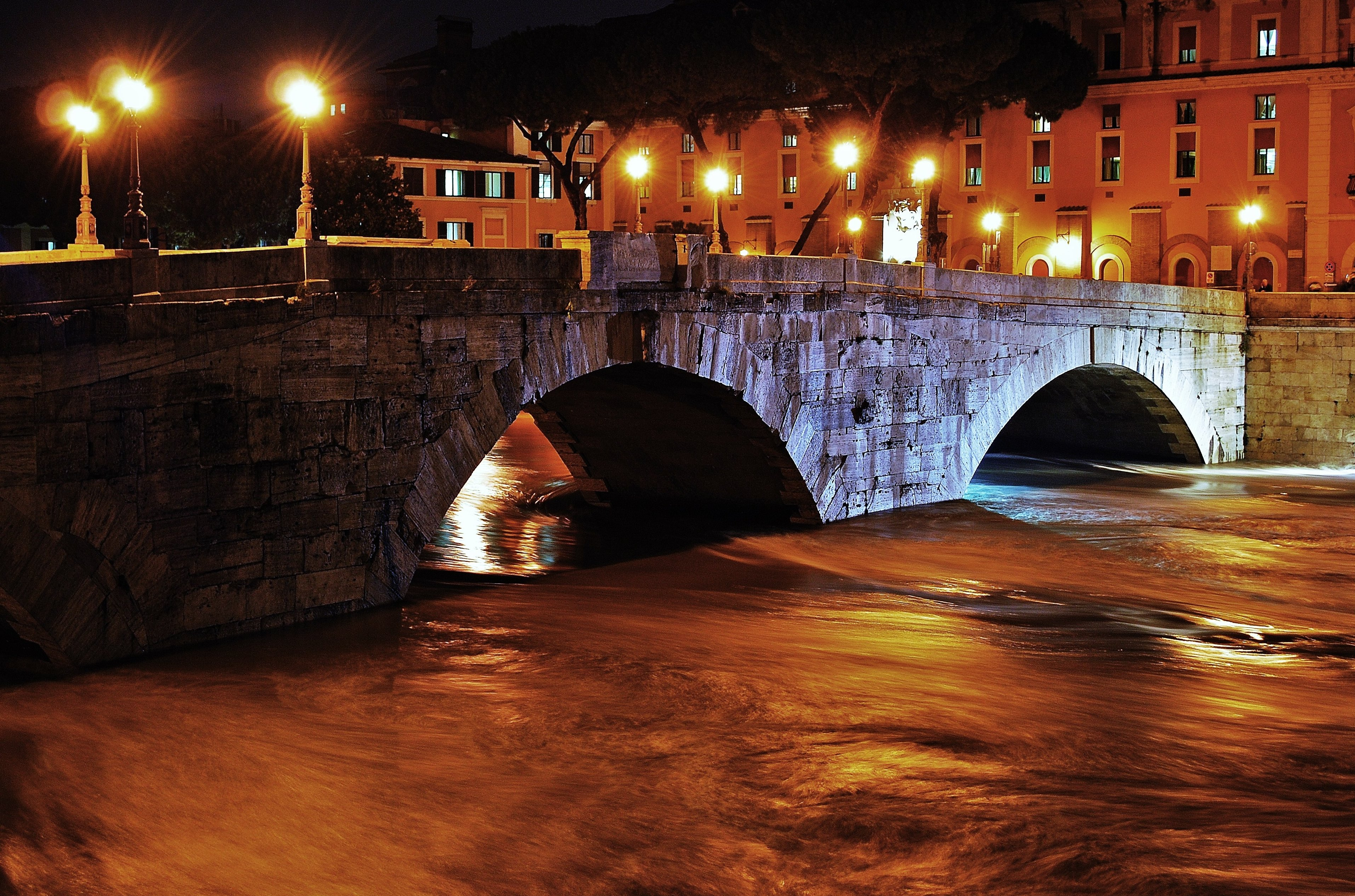

在4世纪，切斯提奥桥由皇帝瓦伦提尼安一世, 瓦伦斯和格拉提安重建，命名为格拉提安桥。一些重建材料来自附近的马切罗剧场拆除的门廊
在1888年至1892年修筑河堤时，台伯河西汊从48米拓宽到76米，古代的桥根本就不够长，被迫拆除重建。新桥有三个大拱，其中央拱使用了约三分之二的原始材料。